# Problem kliki
Problem kliki – jeden z pierwszych zidentyfikowanych problemów NP-zupełnych.

Klika rozmiaru 3, zaznaczona na czerwono.

Klika w grafie jest zbiorem wierzchołków, w którym każda para wierzchołków jest połączona krawędzią, czyli zbiorem, który indukuje podgraf będący grafem pełnym. Problem kliki polega na stwierdzeniu, czy w danym grafie istnieje klika o podanym rozmiarze k. Mając podane wierzchołki należące do takiej kliki, możemy trywialnie stwierdzić, że tworzą one klikę, dlatego problem ten należy do klasy NP. Odpowiadający mu problem optymalizacyjny, problem maksymalnej kliki, polega na wskazaniu maksymalnych klik w podanym grafie.
NP-zupełność tego problemu wynika łatwo z NP-zupełności problemu zbioru niezależnego, ponieważ w grafie istnieje klika o rozmiarze k wtedy i tylko wtedy, gdy w dopełnieniu grafu istnieje zbiór niezależny o rozmiarze k.